# Eunidia euzonata
Eunidia euzonata es una especie de escarabajo longicornio del género Eunidia, subfamilia Lamiinae, tribu Eunidiini. Fue descrita científicamente por Gahan en 1904.

## Descripción
Mide 9-11 milímetros de longitud.

## Distribución
Se distribuye por Mozambique, Tanzania y Zimbabue.